# Mezzosopran
Mezzosopran – głos żeński pomiędzy sopranem i altem, częściowo obejmujący skalę obu poprzednich, lecz o odmiennej od nich barwie. Wyróżnia się trzy rodzaje:
- mezzosopran koloraturowy – o skali od g do h2 (wyjątkowo do c3, a nawet – zupełnie wyjątkowo –  do d3);
- mezzosopran liryczny – o skali od g do a2;
- mezzosopran dramatyczny – o skali od f do g2.

Głos koloraturowy charakteryzuje się dużą biegłością techniczną, jest lekki i ruchliwy.
Głos liryczny jest mniej ruchliwy i ciemniejszy, niż poprzedni, delikatny i ciepły. 
Głos dramatyczny jest najmniej ruchliwy, a zarazem najmocniejszy i najciemniejszy z mezzosopranów.
Część źródeł wyróżnia tylko dwa rodzaje mezzosopranu: liryczny i dramatyczny.

## Śpiewaczki operowe dysponujące tym głosem
- Fedora Barbieri
- Cecilia Bartoli
- Teresa Berganza
- Elīna Garanča
- Vivica Genaux
- Weselina Kacarowa
- Izabela Kopeć
- Anna Lubańska
- Anna Malewicz-Madey
- Waltraud Meier
- Agnieszka Rehlis
- Regina Resnik
- Giulietta Simionato
- Krystyna Szostek-Radkowa
- Stefania Toczyska
- Monika Walerowicz
- Małgorzata Walewska
- Alicja Węgorzewska-Whiskerd

## Przykładowe role
- Jadwiga, Straszny dwór, Stanisław Moniuszko
- tytułowa Carmen, Georges Bizet
- Dalila, Samson i Dalila, Camille Saint-Saëns
- Azucena, Trubadur, Giuseppe Verdi
- Amneris, Aida, Verdi
- Dorabella, Così fan tutte, Wolfgang Amadeus Mozart
- Mallika, Lakmé, Léo Delibes